# Estrella de Kabul a Kandahar
L'Estrella de Kabul a Kandahar (anglès: Kabul to Kandahar Star), també coneguda com a Estrella Roberts o Estrella de Bronze de Kandahar, va ser atorgada a aquelles tropes britàniques i índies que van participar en la marxa de 320 milles (515 km) de Kabul a Kandahar a l'Afganistan entre el 9 i el 31 d'agost de 1880, sota el comandament del tinent-general Sir Frederick Roberts que va muntar a cavall sobre el seu cavall Vonolel. A més, va ser concedit a les tropes estacionades en ruta a Kelat-i-Ghilzie, que van acompanyar el general Roberts en les últimes noranta milles (144 km) fins a Kandahar
Un episodi de la Segona guerra afganesa, la marxa va tenir lloc per rellevar Kandahar, on una força britànica estava sent assetjada per les forces afganeses. En arribar a Kandahar, Roberts va vèncer decisivament als afganesos l'1 de setembre de 1880 a la batalla de Kandahar i va aixecar el setge. La guerra va concloure poc després.
Poc més d'11.000 van ser guardonats, tots els destinataris també van rebre la Medalla de l'Afganistan, normalment amb la barra 'Kandahar'.
La marxa va rebre molta publicitat al Regne Unit, i el seu èxit va ser motiu de molta celebració. Això explica que s'autoritzés una medalla especial, tot i que els implicats ja s'havien classificat per a la medalla de l'Afganistan. El general Roberts es va sorprendre de la força de la reacció pública, que va atribuir a:
| « | El glamur del romanç llançat al voltant d'un exèrcit de 10.000 homes es va perdre de vista, per dir-ho, durant gairebé un mes, sobre el destí de la qual s'escampava l'especulació desinformada i es van estendre rumors pessimistes, fins que la tensió es va fer extrema i el corresponent alleujament. proporcionalment gran quan aquell exèrcit va reaparèixer per disposar immediatament d'Ayub Khan, [el comandant afganès] i les seves tropes fins aleshores vencedores. | » |

## Descripció
La medalla és una estrella de cinc puntes de bronze de 62 mm d'alçada i 48 mm d'amplada, suspesa per la Corona Imperial. Va ser fet a partir de canons capturats a la batalla de Kandahar.
Anvers: al mig hi ha el monograma reial VRI, envoltat pel text "Kabul to Kandahar 1880".
Revers: llisa amb un centre buit, amb el nom del destinatari a la vora.
Cinta: estampat de seda regada amb un arc de Sant Martí de vermell, blanc, groc, blanc i blau, un disseny utilitzat per diverses medalles de campanya de l'antiga Companyia de les Índies Orientals i que representa un cel oriental a la sortida del sol.
La medalla va ser fabricada per Henry Jenkins and Sons of Birmingham, que també va fer l'Estrella del Khedive egipci de 1882.